# Фосфид индия
Фосфид индия (InP) — химическое соединение индия и фосфора. Важный прямозонный полупроводник с шириной запрещенной зоны 1,34 эВ при 300 K. Используется для создания сверхвысокочастотных транзисторов, диодов Ганна. Твёрдые растворы на основе InP используются для создания светодиодов, лазерных диодов, лавинных фотодиодов.
По высокочастотным свойствам превосходит арсенид галлия.